# Javier Checa González
Javier Checa González (Torredonjimeno, Jaén, 11 de enero de 1956) es un empresario, tertuliano, activista LGTB y político español vinculado al Partido Andalucista.

## Biografía
Nacido en Torredonjimeno siempre fue muy conocido en la localidad por sus negocios. Durante su estancia en Francia llegó a ser asesor de Jacques Chirac en su etapa como alcalde de París.
Antes de llegar a la alcaldía fue propietario de Capital TV, televisión local de Málaga conocida por producir El gran polvo, parodia pornográfica de Gran Hermano que tan de moda estaba en ese momento en España y cuyos derechos llegó a vender al canal de televisión británico Channel 4. También fue editor jefe del Diario Costa del Sol. Dejó estos negocios y volvió a su localidad natal adquiriendo el Torredonjimeno C.F que ascendió a Segunda División B ese mismo año, aunque a final de temporada descendió de nuevo a Tercera División. En un intento de volver a logar el ascenso fichó a jugadores de gran renombre, aunque no consiguió el ansiado ascenso. Siguió siendo propietario y presidente del club hasta finales de 2007. Sumido por las deudas el club desapareció en 2009.

## Trayectoria política
Cuando adquirió el club de fútbol, también anunció su intención de encabezar la lista del Partido Andalucista a la Alcaldía de Torredonjimeno. Desde ese momento comenzó una guerra con denuncias de por medio con Miguel Anguita Peragón, por entonces, alcalde de la localidad. El día de las elecciones, se convirtió en la gran sorpresa electoral, consiguiendo 10 de los 17 ediles que componen el ayuntamiento tosiriano, consiguiendo así la mayoría absoluta y ser investido alcalde de la localidad. Durante su mandato tomó decisiones muy controvertidas, como el toque de queda para hombres los jueves de 9 de la noche a 2 de la madrugada para que realizaran tareas en casa. Debido a algunas de estas decisiones, la hasta entonces, teniente de alcalde María Teresa Martínez Castellano y algunos de sus concejales decidieron hacer una moción de censura contra él. El 1 de septiembre de 2004 perdió la alcaldía de Torredonjimeno en favor de la que hubiese sido su número 2, María Teresa Martínez Castellano. Tras este episodio dejó el PA y fundó la Agrupación Independiente de Torredonjimeno (AIT) con la cual siguió siendo concejal junto con otro de sus concejales, Antonio Peragón. Finalmente ambos se integraron en el Partido Socialista de Andalucía presentándose de nuevo Checa a la alcaldía con Antonio Peragón en el número 2, ganando de nuevo las elecciones pero esta vez sin mayoría absoluta. Esa misma noche Checa renunció a la alcaldía, aunque siguió siendo concejal hasta 2011.
Su vuelta a la escena política y al Partido Andalucista se produce el 3 de junio de 2014 anunciando su candidatura a la alcaldía de Málaga, pero el 24 de marzo de 2015, a 2 meses de las elecciones municipales renuncia a su candidatura a la alcaldía en favor de Olimpia Gutiérrez debido a los malos resultados obtenidos por el PA en las elecciones al Parlamento de Andalucía.
| Predecesor: Miguel Anguita Peragón | Alcalde de Torredonjimeno 2003-2004                     | Sucesor: María Teresa Martínez Castellano |
| Predecesor: -                      | Concejal en el Ayuntamiento de Torredonjimeno 2004-2011 | Sucesor: -                                |

## Operación Cuaresma
Con posterioridad a varias causas abiertas contra él por malversación, fue detenido en el marco de la  operación cuaresma durante el verano de 2015, acusado de una presunta macroestafa donde se vieron implicados cientos de afectados. En ella, Javier Checa y su marido son acusados de dirigir un importante entramado empresarial con el que se realizaban cobros irregulares a empresas mediante estafa y coerción. En esta operación, la policía incautó 55 inmuebles, 48 vehículos, bloqueó cuentas corrientes con más 2 millones de euros y detuvo a más de 200 personas.  